# Sphärenklänge
Sphärenklänge (Son des sphères) est une valse de Josef Strauss (op. 235).

## Histoire
La valse est créée le 21 janvier 1868 aux Sofiensälen de Vienne, à l'occasion d'un bal médical. En règle générale, les organisateurs peuvent déterminer le titre de la dédicace, mais pas dans ce contexte médical. L'œuvre écrite par Josef Strauss pour cet événement est annoncée sous le nom de « Spherenklänge », mais ce nom ne correspond pas à une soirée de bal médical.

Le quotidien autrichien Fremden-Blatt écrit le 22 janvier 1868 :

« Les mélodies de cette valse étaient meilleures que son titre, car elle faisait une étrange impression d'être rappelée musicalement à l'au-delà, entre autres, au bal médical. »

## Réutilisation musicale
- Dans le film de l'UFA The Congress Dances, Werner Richard Heymann utilise la valse de Strauss Sphere Sounds à des moments clés[réf. souhaitée].

## Interprétations notables
La pièce est jouée lors du célèbre concert du nouvel an à Vienne : 
- en 1943, 1948 et 1954, sous la direction de Clemens Krauss ;
- en 1959, 1964, 1968, 1973, 1978 et 1979, sous la direction de Willi Boskovsky ;
- en 1980, sous la direction de Lorin Maazel ;
- en 1987, sous la direction de Herbert von Karajan ;
- en 1992, sous la direction de Carlos Kleiber ;
- en 2004, sous la direction de Riccardo Muti ;
- en 2009, sous la direction de Daniel Barenboim ;
- en 2013, sous la direction de Franz Welser-Möst  ;
- en 2016, sous la direction de Mariss Jansons ;
- en 2019, sous la direction de Christian Thielemann ;
- en 2022, sous la direction de Daniel Barenboim.